# Peinture chrétienne

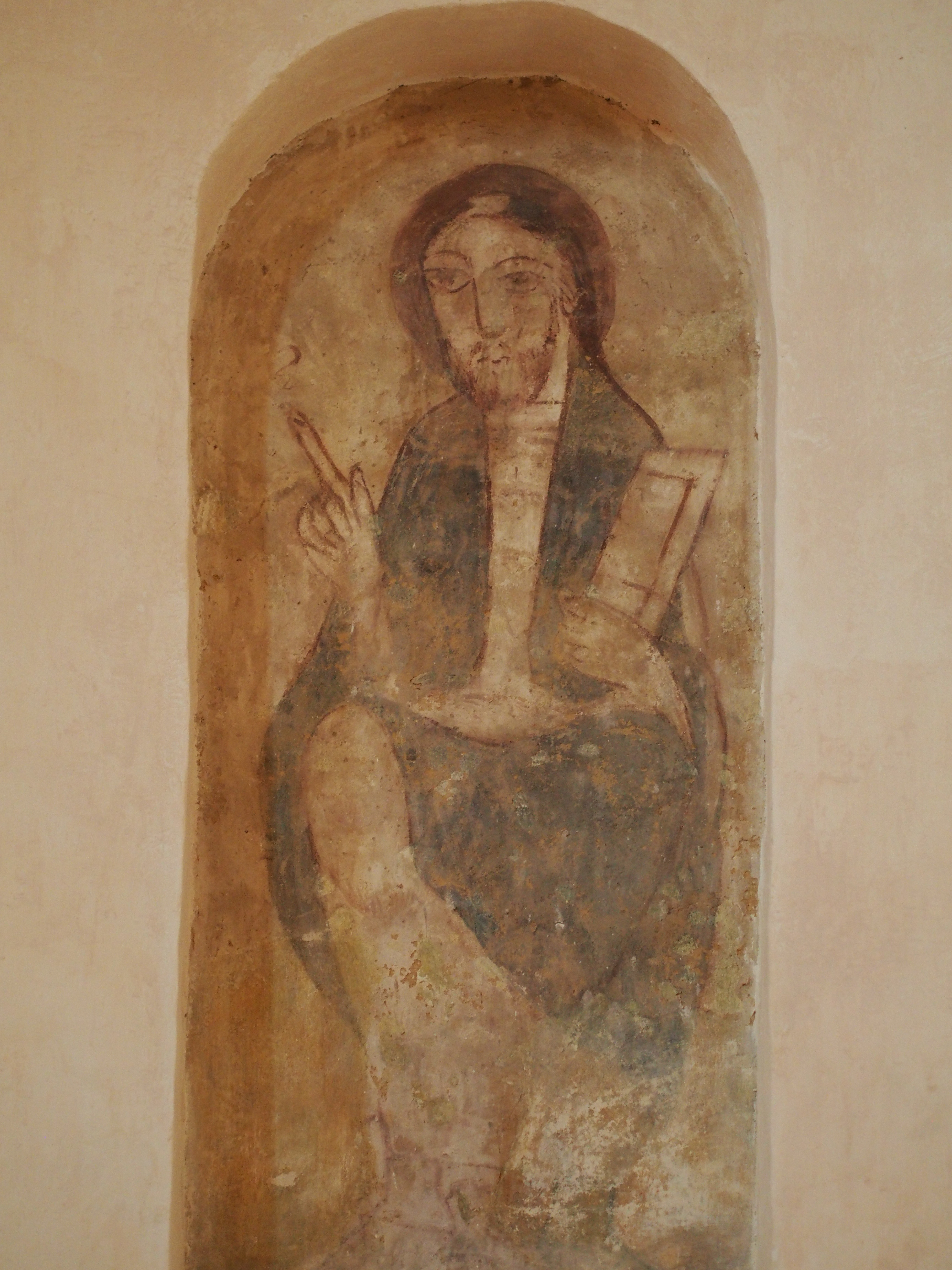
Fresque du XIIe siècle

La peinture chrétienne représente des scènes religieuses du christianisme. 

## Perceptions dans les églises
Les églises catholiques, orthodoxes et certaines églises protestantes (luthériennes et anglicanes) utilisent la peinture pour des représentations divine ou humaine dans les lieux de culte ,.

## Historique des thèmes représentés

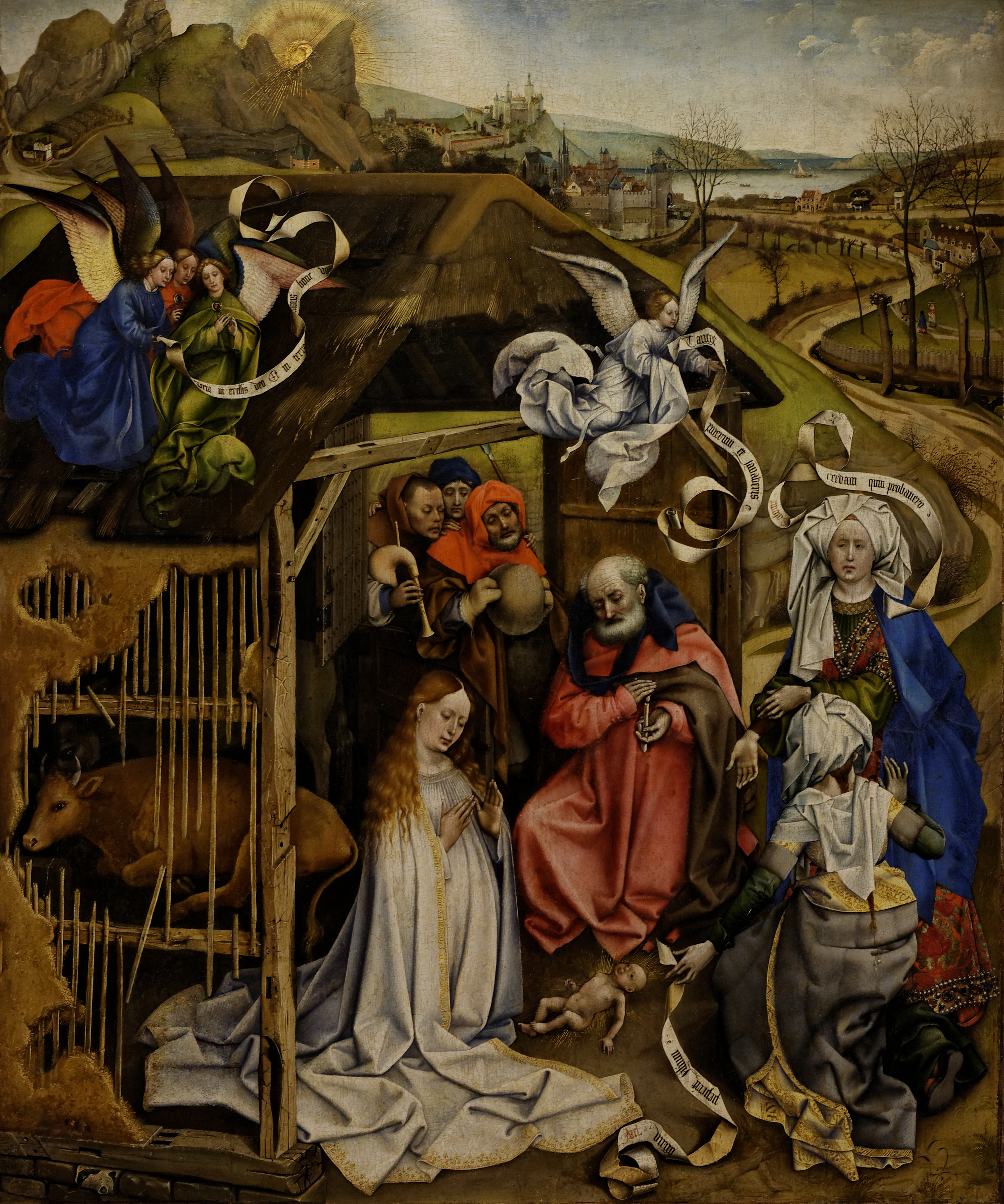
La nativité, Robert Campin (1420-1425)

Les thèmes de la peinture et de la sculpture chrétiennes sont nombreux et éloignés de l'aniconisme. 

### Les origines et la période pré-schismatique
Selon André Grabar, les premières images chrétiennes remontent aux environs de l'an 200, dans les catacombes de Rome, Naples et Nola, ainsi que sur les murs d'un baptistère de Doura Europos dans l'est de l'actuelle Syrie. Alors que les peintures funéraires romaines s'inspirent de modèles classiques tels que celui du philosophe enseignant, celles du lieu culte de Doura, plus descriptives, empruntent à des sources païennes et s'apparentent peut-être à des représentations juives, en avance sur l'art chrétien, dont celles qui recouvrent les parois de la synagogue de Doura Europos.
De la période préconstantinienne qui va des origines du christianisme à 313, il ne nous reste guère que les peintures murales des catacombes romaines avec des représentations de la Vierge à l'Enfant, assise portant l'enfant dans ses bras, des rois Mages, s'inclinent devant la Vierge assise portant l'Enfant et du baptême du Christ.
La période qui s'étend du règne de Constantin à l'iconoclasme (313-726) voit fleurir les mosaïques monumentales de Rome, de Ravenne, de Poreč et de Kiti, ampoules de Monza et Bobbio, enluminures de Rabula, icônes à l'encaustique du Sinaï, croix en émail du pape Pascal Ier. Les thèmes couverts sont l'Annonciation, la fuite en Égypte, la nativité du Christ, le massacre des Innocents, la présentation de Jésus au Temple, la Transfiguration, la résurrection de Lazare, la cène, la crucifixion avec la Vierge et Jean, les soldats, le soleil et la lune, les saintes femmes au tombeau, pour signifier la Résurrection, l'Ascension du Seigneur, la Pentecôte, le Christ pantocrator, les quatre Vivants, le Christ en bon pasteur, saint Pierre, saint Paul, les douze apôtres, l'hospitalité d'Abraham, l'hétimasie, le trône vide suggérant la majesté de Dieu et le Chrisme. Le Cerf élaphe et les oiseaux du paradis prennent une part symbolique.
Dans la Cathédrale Saint-Just-et-Saint-Pasteur de Narbonne, primitivement dédiée à saint Genès, une peinture, probablement d'origine orientale, montre un christ imberbe, ceint seulement du subligaculum, pagne d'athlète typique de l'Antiquité romaine. Cette figure du crucifié quasi nu, de type hellénistique, va disparaitre au cours du VIe siècle. Grégoire de Tours raconte en 593 dans son De Gloria Martyrium que le Christ apparut en songe par trois fois à un prêtre nommé Basil, pour en dénoncer la nudité et le menacer de mort s'il ne la couvrait pas.
La période post-iconoclaste qui va de 843 à 1204 est riche en fresques et mosaïques byzantines, fresques romanes et enluminures. On y trouve la représentation d'Adam et Ève chassés du Paradis terrestre, du buisson ardent, de l'Arbre de Jessé, de la rencontre à la Porte Dorée, de la Visitation de Marie à Élisabeth, de la Sage femme et la Vierge, le lavement des pieds, l'arrestation de Jésus, la confession de Thomas, Noli me tangere de Jésus à Marie-Madeleine, le mandilion, mouchoir dont se servit le Christ, la dormition de la Vierge, le Jugement dernier et les Justes dans le sein d'Abraham. Saint Georges de Lydda terrassant le dragon fait une apparition remarquée.

### La période byzantine postérieure au Schisme

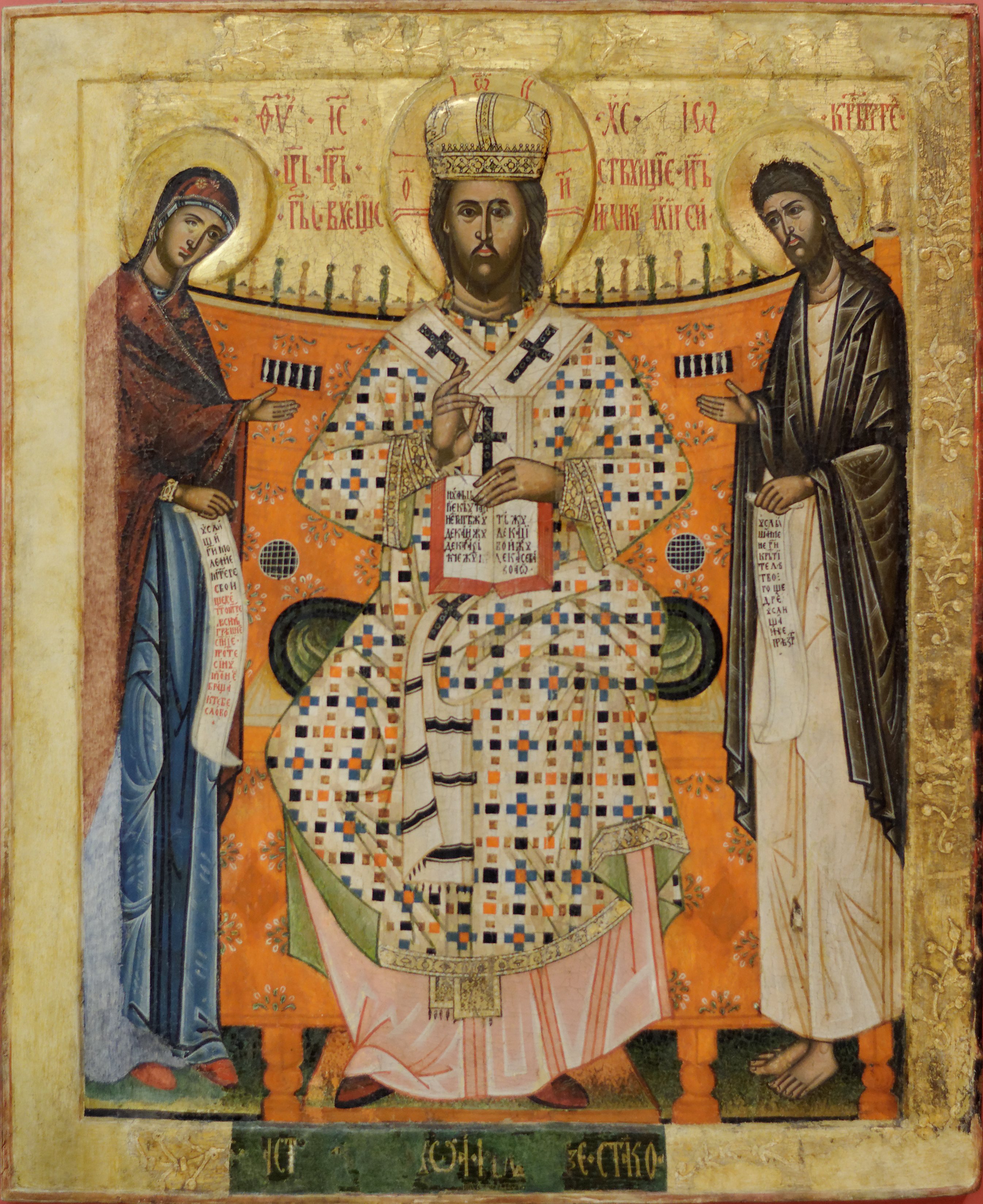
Icône Royal : Jésus Christ (Déisis). XVII, Valachie. Musée national d'art de Roumanie

Le grand schisme est véritablement consommé à partir de 1204 avec le sac de Constantinople lors de la quatrième croisade. À partir de cette date, l'orthodoxie va développer une iconographie propre avec, en particulier, la Trinité chrétienne, les trois anges de Mambré sans Abraham ni Sarah, la descente aux enfers, nouvelle image de Pâques, les vingt-quatre stances de l'acathiste, l'Enfant enseigne dans le Temple (Fête de la mi-Pentecôte), l'enfance de la Vierge avec Anne, Joachim et Marie.

### La peinture gothique
La peinture gothique (et la  peinture byzantine ou maniera greca issue de la précédente) prend pour thèmes l'enseignement au Temple, la Passion, Ecce Homo, la descente de Croix, le Christ sortant du tombeau, 
Le couronnement de la Vierge et la Pietà deviennent des thèmes privilégiés aux côtés de la traditionnelle représentation de Marie-Mère-de-Dieu.
Dieu le Père est représenté sous une forme humaine et la Trinité chrétienne abandonne sa représentation symbolique pour adopter une forme anthropomorphique avec la colombe qui symbolise le Saint Esprit.

### La peinture chrétienne en Occident de 1492 à nos jours
Par les innovations des primitifs italiens de la pré-Renaissance, la représentation sacrée humanise ses personnages, introduit le paysage, et rend la complexité architecturale visible par but de rendre plus terrestre et acceptable par le peuple le message chrétien :

La Conversation sacrée représente la Vierge et l'Enfant entourés de personnages sacrés intercesseurs et du commanditaire lui-même.

La Sainte Famille dépeint Jésus, Marie et Joseph et souvent  accompagnée de sainte Anne, mère de Marie, et Jean-Baptiste enfant. 

L'Immaculée Conception est un thème, puis un dogme, nouveau qui représente la Vierge debout auréolée d'étoiles et posant les pieds sur un croissant de lune. 

Avec le Sacré-Cœur, c'est le dolorisme qui s'exprime.

## Critiques
En raison de leur compréhension du deuxième des dix commandements, la majorité des églises protestantes et toutes les églises chrétiennes évangéliques n’ont pas de représentation matérielle religieuse comme des statues, des icônes ou des tableaux dans leurs lieux de culte.

### Articles annexes
- Peinture (art)
- Art chrétien
- Peinture de la Renaissance
- Ange dans l'art
- Cène dans l'art chrétien
- École de Beuron